# 奈丹扎布
奈丹扎布（？—1921年？），别称奈丹王（Найдан ван），又译奈登扎布，内扎萨克蒙古郭尔罗斯人，陶克陶胡堂兄弟，清末民初内蒙古地方武装首领。

## 生平

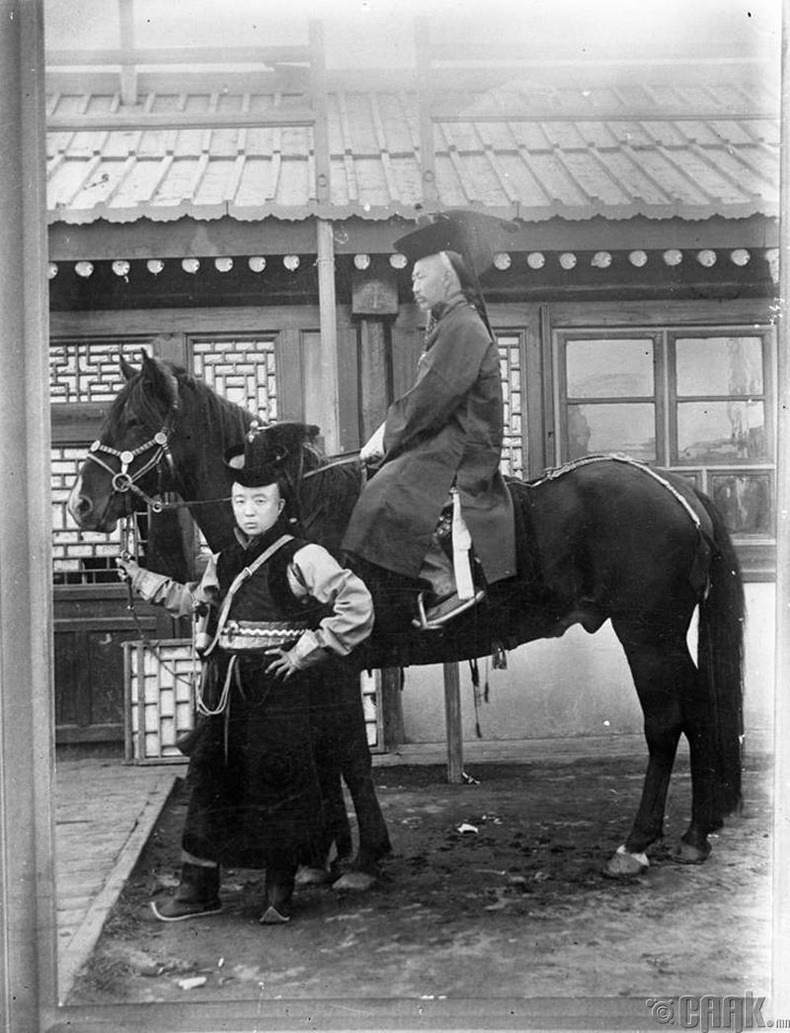
奈丹王（左边牵马者）和陶克陶胡公在大库伦，1920年初

早期跟随陶克陶胡抗垦，民国2年（1913年），毅军左路统领米振标奉命率毅军驻扎林西。同年8月，大蒙古国独立军第1路在奈丹扎布的率领下进攻林西，受到驻林西的毅军抵抗。奈丹扎布的手下诺力嘎尔扎布则率军来到经棚，企图武装夺取克什克腾旗大权。10月29日，驻林西的毅军会同奉军吴俊升部将奈丹扎布驱逐出了林西、经棚。
1920年秋，以谢米诺夫为首的俄国白军勾结日本袭扰中国东北边境，谢米诺夫的余党首领恩琴同外蒙古土谢图汗部一等台吉罗布苍·策旺等人率领四千多人进攻中华民国北京政府军队占领下的库伦。当时，陶克陶胡终日吸食鸦片，在库伦卧病，乃派其亲族奈丹扎布、扎木苏等人率其部队同俄国白军共同夹击驻库伦的中华民国北京政府军队。
游格吉活佛曾经代表外蒙古政府见过奈丹扎布。1921年7月，热河的“边氛日急，土匪复炽……蒙匪进逼……西乌旗迷僧庙等处党匪已向西北逃窜，匪首奈登扎布，退居游格吉庙。” 同月，作为恩琴政权蒙古东南长官的奈丹王率领的部队与蒙古人民军作战而被摧毁。